# ماكسويل كورنيه
غنالي ماكسويل كورنيه (بالفرنسية: Maxwel Cornet)‏ مواليد 27 سبتمبر 1996 في ساحل العاج، هو لاعب كرة قدم فرنسي يلعب مع أولمبيك ليون كلاعب وسط. مثّل منتخب فرنسا لكرة القدم. بدأ ماكسويل كورنيه مسيرته الرياضية عام 2012.

## المسيرة الاحترافية

### أندية لعب لها
- نادي متز
- أولمبيك ليون

## روابط خارجية
- ماكسويل كورنيه على موقع الاتحاد الأوربي (الإنجليزية)
- ماكسويل كورنيه على موقع قاعدة بيانات كرة القدم.إي يو (الإنجليزية)
- ماكسويل كورنيه على موقع ليكيب (الفرنسية)
- ماكسويل كورنيه على موقع ناشيونال فوتبول تيمز (الإنجليزية)
- ماكسويل كورنيه على موقع Soccerbase.com (لاعب) (الإنجليزية)
- ماكسويل كورنيه على موقع Soccerway.com (الإنجليزية)
- ماكسويل كورنيه على موقع عالم كرة القدم.نت (الإنجليزية)
- ماكسويل كورنيه على موقع AS.com (الإسبانية)